# Carlos Castillo Armas

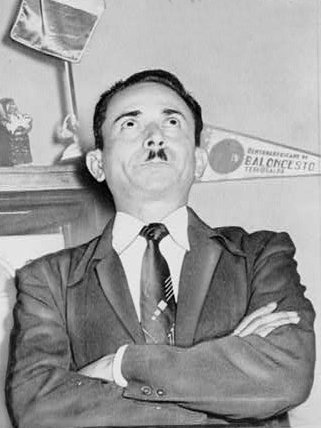
Carlos Castillo Armas im Jahr 1954

Carlos Castillo Armas (* 4. November 1914 in Santa Lucía Cotzumalguapa, Departamento Escuintla; † 26. Juli 1957 in Guatemala-Stadt) war ein guatemaltekischer Oberst und Putschist, der vom 1. September 1954 bis zu seiner Ermordung als diktatorisch regierender Präsident von Guatemala amtierte. Armas und sein Movimiento de Liberación Nacional wurden von der US-Regierung unter Eisenhower mittels der CIA für die Operation PBSUCCESS genutzt, um den demokratisch gewählten Präsidenten Jacobo Árbenz Guzmán zu stürzen.

## Biografie

### Frühe Laufbahn bis zum Putsch
Carlos Castillo Armas war vom 22. Januar 1933 bis zum 30. Juni 1936 Kadett der Escuela Politécnica, die er als Offizier verließ. Außerdem war er Absolvent eines von der US-Armee geleiteten Generalstabskollegs in Fort Leavenworth. Später wurde er Direktor der Escuela Politécnica.
Bereits 1950 unternahm er erfolglos eine Revolte gegen Juan José Arévalo, den ersten demokratisch gewählten Präsidenten Guatemalas, der ein moderates, soziales Reformprogramm verfolgte. Armas wurde zum Tode verurteilt, konnte aber aus dem Hochsicherheitstrakt entkommen und nach Honduras fliehen, wo er als Möbelverkäufer arbeitete. In Guatemala setzte unterdessen Arevalos Nachfolger Arbenz dessen Politik fort. Sein Vorhaben, brachliegendes Land zu verstaatlichen, es an landlose Bauern zu verteilen und die vorherigen Besitzer zu entschädigen, stießen auf den Widerstand des größten Grundeigentümers des Landes, der US-amerikanischen United Fruit Company. Sie startete in den USA der McCarthy-Ära eine erfolgreiche Medienkampagne, die suggerierte, Arbenz sei Kommunist, Guatemala stehe kurz vor einer sowjetischen Machtübernahme und die USA müssten zur Rettung der Demokratie intervenieren. 
Die CIA plante und förderte daraufhin Umsturzpläne, u. a. durch die Rekrutierung von Söldnern. Auch der dominikanische Diktator Rafael Trujillo, zu dem Armas inzwischen Kontakt aufgenommen hatte, unterstützte dessen Putsch gegen Árbenz finanziell. Armas nahm dafür einige von Trujillos Geheimagenten in seinen Sicherheitsdienst auf. Laut E. Howard Hunt wurde Armas wegen seiner Führungseigenschaften für die Operation PBSUCCESS ausgewählt. Vom 7. Juli bis 1. September saß er einer Junta Militar de Gobierno vor, neben ihm selbst gehörten ihr die Obersten Elfego Hernán Monzón Aguirre (1912–1981) und Enrique Trinidad Oliva als Mitglieder an. Diese Junta führte zur Legitimation ihrer Machtübernahme ein Plebiszit durch, das anschließend von der verfassunggebenden Versammlung sanktioniert wurde.

### Regierungszeit
1956 wurde eine neue Verfassung in Kraft gesetzt. Unter Armas Regierung wurde die von Jacobo Arbenz Guzmán durchgeführte Agrarreform rückgängig gemacht. Er ließ die Minifundisten von ihren neuen Parzellen vertreiben und gab bis 1956 der United Fruit und den Latifundisten das Land zurück. Mit Beginn seiner Regierungszeit bekam das Wort reforma agraria in Guatemala die Bedeutung von Kolonisierungsprojekten.
Die Alphabetisierungskampagnen wurden abgebrochen, zivilgesellschaftliche Organisationen zerschlagen, die kommunistische Partei verboten. Viele engagierte Aktivisten und Befürworter der Agrarreform und der Volksbildungsbewegung wurden ermordet. Parallel dazu wurden Wohnbauprogramme für Arbeiter initiiert und andere soziale Bedürfnisse zu Propagandazwecken wie „Vida mejor“ instrumentalisiert. Nach der Beendigung des internationalen Boykotts konnte die Straße von Guatemala-Stadt zum Atlantik fertiggestellt werden.
Der Hafen von Santo Tomás de Castilla wurde restauriert. Urbanisierungsprojekte wurden begonnen, wie zum Beispiel das „Centro Cívico“ und ein planfreier Verkehrsknoten, genannt das Kleeblatt „El Trebol“. Beide waren von Studien des Architekten Roberto Aycinena Echverría inspiriert. In der Ciudad de los Deportes in der Zona 5 von Guatemala-Stadt wurde eine Brücke errichtet.
Zu seinem 40. Geburtstag wurde Armas von der verfassungsgebenden Versammlung zum Präsidenten gewählt. Die von ihm geführte Putschistengruppe wurde in eine Partei umgewandelt, die Movimiento de Liberación Nacional. Am 26. Juli 1957 wurde Carlos Castillo Armas beim Abendessen in seinem Präsidentenpalast von einem Soldaten seiner Schutztruppe, Romeo Vásquez Sánchez, mit einem Gewehr erschossen. Dieser soll im Auftrag Rafael Trujillos gehandelt haben und beging unmittelbar nach der Tat Suizid.

## Literarische Rezeption
Die Ereignisse um den Putsch und die spätere Ermordung Castillo Armas hat der peruanische Literaturnobelpreisträger Mario Vargas Llosa in seinem 2020 auf Deutsch erschienenen Roman Harte Jahre verarbeitet. Ihm zufolge hat der von der CIA unterstützte Putsch von Castillo Armas eine ganze Generation damals junger Lateinamerikaner – darunter er selbst, Fidel Castro und Ernesto Che Guevara – radikalisiert, zahllose Menschenleben gekostet und die Demokratisierung Mittel- und Südamerikas für Jahrzehnte verzögert.